# Clase Supply
La clase Supply es una serie de cuatro buques del tipo fast combat support ships construida para la Armada de los Estados Unidos en los años noventa.

## Desarrollo
Las cuatro naves fueron construidas por el National Steel and Shipbuilding Co. de San Diego (California). La primera, USS Supply, fue puesta en gradas en 1989 y entregada en 1994; y la última, USS Bridge, fue puesta en gradas en 1994 y entregada en 1998.

## Unidades
| Unidad      | Numeral  | Constructor                         | Iniciado               | Botado                   | Entregado                | Baja                 | Destino                  |
| ----------- | -------- | ----------------------------------- | ---------------------- | ------------------------ | ------------------------ | -------------------- | ------------------------ |
| USS Supply  | T-AOE-6  | National Steel and Shipbuilding Co. | 24 de febrero de 1989  | 6 de octubre de 1990     | 26 de febrero de 1994    | 13 de julio de 2001  | Military Sealift Command |
| USS Rainier | T-AOE-7  | National Steel and Shipbuilding Co. | 31 de mayo de 1990     | 28 de septiembre de 1990 | 21 de enero de 1995      | 29 de agosto de 2003 |                          |
| USS Artic   | T-AOE-8  | National Steel and Shipbuilding Co. | 2 de diciembre de 1991 | 30 de octubre de 1993    | 11 de septiembre de 1995 | 14 de junio de 2002  | Military Sealift Command |
| USS Bridge  | T-AOE-10 | National Steel and Shipbuilding Co. | 2 de agosto de 1994    | 24 de agosto de 1996     | 5 de agosto de 1998      | 24 de junio de 2004  |                          |